# Civic Center (Manhattan)
Civic Center es un barrio del centro de Manhattan que cubre el área del Ayuntamiento de Nueva York. Limita al oeste con Broadway, al norte con Chinatown, al este con East River y el Puente de Brooklyn, y al sur con Financial District.
Como en otros centros cívicos, su localización incluye, también, la de varios edificios oficiales como el Ayuntamiento de Nueva York, el One Police Plaza (las oficinas del Departamento de Policía de Nueva York), el Manhattan Municipal Building, el Jacob K. Javits Federal Building y el Edificio del Tribunal Testamentario de Nueva York. Foley Square y el Parque del Ayuntamiento de Nueva York están también en el barrio. El monumento nacional African Burial Ground, la Universidad Pace, el Beekman Downtown Hospital y South Street Seaport están muy próximos, e incluso en ocasiones se les contabiliza dentro del Civic Center.